# Comma-separated values
Comma-separated values (engelska för ’kommaseparerade värden’), CSV, är en grupp textfilsformat som används för att spara och överföra tabelldata. CSV är inte ett standardiserat format. Olika applikationer använder olika separatorer och teckenkodningar.
Vanligen används filändelsen .csv för filer med denna typ av format. För semikolon-separerade filer används ibland filändelsen .skv.

## Filstruktur
En tabells celler sparas rad för rad, vänster till höger, uppifrån och ner. Cellernas innehåll sparas som text som avgränsas med ett tecken. Dessa tecken är olika beroende på applikation. Rader separeras vanligen med radbrytning. Kolumner kan (som namnet antyder) separeras av komma, men tab, kolon, semikolon och lodstreck (vertikalstreck) är också vanliga.
Om ett separatortecken ingår i en cells text blir CSV-filen inkorrekt. Vissa CSV-format löser detta genom att cellen omges av ytterligare en avgränsare, till exempel citattecken. Om citattecknen i sig är med i en cells text så kan detta lösas till exempel genom att tecknet dubbleras.

## Exempel
En tabell med Quentin Tarantinos filmer.
| Film                          | År   | Distributör             |
| ----------------------------- | ---- | ----------------------- |
| Reservoir Dogs                | 1992 | Miramax                 |
| Pulp Fiction                  | 1994 | Miramax                 |
| Jackie Brown                  | 1997 | Miramax                 |
| Kill Bill: Volume 1           | 2003 | Miramax                 |
| Kill Bill: Volume 2           | 2004 | Miramax                 |
| Death Proof                   | 2007 | Dimension Films         |
| Inglourious Basterds          | 2009 | Universal Pictures      |
| Django Unchained              | 2012 | Sony Pictures Releasing |
| The Hateful Eight             | 2015 | The Weinstein Company   |
| Once Upon A Time in Hollywood | 2019 | Sony Pictures           |

CSV-representation av samma tabell sparad med kolon som separator. Notera att citattecken används för att kolon-tecknen i titlarna Kill Bill: Volume 1 och Kill Bill: Volume 2 inte ska göra filen korrupt.
```
Film:År:Distributör
Reservoir Dogs:1992:Miramax
Pulp Fiction:1994:Miramax
Jackie Brown:1997:Miramax
"Kill Bill: Volume 1":2003:Miramax
"Kill Bill: Volume 2":2004:Miramax
Death Proof:2007:Dimension Films
Inglourious Basterds:2009:Universal Pictures
Django Unchained:2012:Sony Pictures Releasing
The Hateful Eight:2015:The Weinstein Company
Once Upon A Time in Hollywood:2019:Sony Pictures

```